# 依凡德·何利菲德
伊万德·霍利菲尔德（英語：Evander Holyfield，1962年10月19日—）生於美國亚拉巴马州阿特莫爾，是美國職業拳擊手，更是多次奪得次重量級與重量級冠軍的世界級拳王。1984年，霍利菲尔德在洛杉矶奥运会上因為被取消資格而輸給了紐西蘭的，雖然此事備受爭議，但最後他仍然只拿到輕重量級的銅牌。何利菲德的暱稱有「正拳」（Real Deal）、「鬥士」（The Warrior）。他有一位当演员和舞者的哥哥貝納爾·何利菲德（Bernard Holyfield）。何利菲德目前與他的家人住在佐治亚州费耶特县。

## 業餘時期
何利菲德在亚拉巴马州出生，兩歲那年的夏天與家人搬到亞特蘭大。何利菲德從12歲開始參與拳擊運動，並在13歲贏得兒童拳擊俱樂部錦標賽的冠軍，並取得參與青少年奧林匹克運動大會的資格。15歲那年，何利菲德成為東南區冠軍，得到最佳拳擊手大獎。
20歲那年，何利菲德在委内瑞拉加拉加斯舉辦的1983年泛美運動會上出場，敗給古巴运动员巴勃罗·羅密歐（Pablo Romero）後奪得銀牌。
隔年，他成為國家金手套冠軍，並在洛杉磯取得84年奧運會的銅牌，此役在第二回合結束前對所發動的攻擊即是爭議之處。

## 職業生涯
何利菲德起先從輕重量級出發，但很快的就進入次重量級的拳賽。

### 次重量級
何利菲德進入職業生涯後，第一場被國家電視台轉播的賽事，便是在1985年11月15日的麥迪遜花園廣場舉行，何利菲德經過六回合的激烈對抗才從利昂內爾·拜安手中贏得勝利。
他在1986年，以三次擊倒()，擊敗知名的世界次重量級拳王挑戰者Chisanda Mutti，之後還解決了傑西·西比與泰瑞·麥斯並得到挑戰世界拳击协会（WBA）世界次重量級拳王德懷特·穆罕默德·卡威的挑戰權。在《擂台》雜誌（The Ring）稱作「80年代最棒的次重量級賽事」裡，何利菲德經過15回合的比賽後，在評審嚴密的判定下擊敗拳王沃奪得冠軍。同年，還在巴黎以三次擊倒，打敗麥克·布羅德。
在1987年，他擊敗前奧林匹克的隊友，奧運金牌得主亨利·提爾曼，並曾經兩度擊敗麥克·泰森並將其甩得團團轉。他在第7回合擊倒對手，並取回WBA拳王腰帶。接著他挑戰国际拳击联合会（IBF）的冠軍洛基·帕奇，企圖統一這個聯盟，而帕奇則在第3回合被擊倒。之後，他回到法國進行拳王保衛戰，他用了11個回合擊倒了歐希·厄卡西歐。在1987年的最後一場拳賽，他接受沃的重賽，這一次，何利菲德只花了四個回合就將沃擊倒在地。
1988年也是他輝煌的一年：何利菲德在拉斯維加斯用八個回合打倒卡洛斯·迪里歐。從這一年開始到現在（2007年），他是史上唯一能以世界次重量級冠軍之姿擊敗世界拳击理事会（WBC）拳王的記錄保持人。

### 重量級
經過1988年的那一役，他宣佈進軍重量級拳王泰森所處的重量級。他在同年7月16日的第一場重量級拳賽上，用五個回合擊敗泰森的勁敵，知名的快拳詹姆士·提爾斯。在他88年的最後一場賽事裡，他在第七回合擊倒知名的世界重量級拳王比克·湯瑪士。
1989年，何利菲德遭遇另一位重量級拳王麥克·杜克。這一戰也被擂台雜誌評為80年代最棒的重量級拳賽。何利菲德在第十回合將對手擊倒。之後又向巴西拳王歐迪生·羅德里格挑戰，並在兩個回合將之擊敗。80年代的最後一戰，何利菲德接到艾力克斯·史都華的挑戰，而何利菲德在第八回合，以技術性擊倒勝出。
1990年，何利菲德在第4回合擊倒了西莫·馬克丹，並成為角逐拳王的頭號挑戰者。

### 成為重量級拳王
當他成為拳王挑戰者時，一件大事發生了，「惡棍」詹姆士·道格拉斯於東京的2月賽事裡，在第十回合將拳王泰森擊敗，而成為了新世界級重量拳王。因此，何利菲德沒得選，只能向道格拉斯挑戰。道格拉斯只是個重達246磅的大塊頭，遠超過他的對手泰森的231磅。何利菲德勢必能打倒這個「新世界級重量拳王」。事實上，這位移動遲緩、訓練不足的「新世界級重量拳王」也在第3回合就被打倒了。
在他的第一場拳王保衛戰，他在第十二回合後，由評判們一致通過，裁定他打倒了喬治·福曼（後來也成為拳王）。這一役被稱作世代之戰（Battle for the Ages），用來形容這位年輕、不敗的拳王，與有點年紀的對手福曼。
然後，何利菲德簽下了與泰森在1991年11月的拳王保衛戰。可是泰森卻因為被控性侵蒂希兒·華盛頓，而被判決入獄服刑六年，所以他們該次的對決也成為泡影。
何利菲德的下一場保衛戰是在亞特蘭大與伯特·庫勃的對決。在這一役裡，何利菲德在第三回合從庫勃拳套上吃了他職業生涯第一次的被擊到；不過，他很快就振作，並在第七回合擊敗對手。
他1992年的第一場賽事面對的是知名的世界重量級拳王拉瑞·福爾摩斯。這一次，何利菲德又藉著評審的一致通過，守住拳王腰帶。
在他與奧運銀牌得主瑞迪克·波威展開三次的對戰時，波威在第12回合靠著評審的決議把冠軍頭銜搶了過來。其中，第10回合的賽事被擂台雜誌獲選為年度最佳回合。
1993年的第一場比賽，他在重賽花了十二個回合才擊敗史都華。然後在同年11月6日再次與波威對上。這一次對決可能造就了拳史上最詭異的插曲，何利菲德在第七回合用連續的刺拳打在波威的臉上時，全場的觀眾都認為勝負已定，不是起身離開，就是企圖衝上擂台歡呼。此時，何利菲德突然凝視著波威，並叫波威往擂台上方看。兩人看到一位跳傘者飛過他們身旁，幾乎降落在擂台，跳傘者的傘卡在燈座上，接著這傢伙就被坐在觀眾席的波威的隨行人員圍毆。波威身懷六甲的妻子也因此受到驚嚇，被送進醫院。20分鐘後事件才平息，而何利菲德也在第12回合後的判定，重新奪回世界重量級冠軍的頭銜。這個跳傘怪客後來就被稱為狂熱漢，這場比賽也被稱為狂熱漢之戰（The Fan Man Fight）。何利菲德的勝出讓他成為美國國家廣播公司（ABC）的93年世界級體育運動家。

### 失去王冠
1994年4月，他對上WBO聯盟的輕重量級世界冠軍麥克·莫爾，這位對手也是史上第一位左撇的世界重量級冠軍得主。雖然何利菲德在第二回合就曾將莫爾擊倒在地，但卻因為肩膀脫臼而失去接下來十二個回合的主導權。賽後，當他回到飯店結帳時，他被診斷出罹患心臟病，而被迫從拳擊場上退休。然而，當他看了傳教士班尼·西恩所主持的電視節目，他覺得自己的心臟恢復了。他與西恩也因此成為朋友，並多次參與西恩所舉辦的活動。事實上，那時何利菲德參與了西恩在費城舉辦的活動，當西恩將手放到何利菲德身上，並告知他已痊癒後，何利菲德塞了265,000美金給西恩。接著，他通過了拳擊委員會的考試。何利菲德之後解釋，當時是因為施打了嗎啡才造成了誤診。
在1995年，何利菲德回到擂台，並在十回合後的裁定下，擊敗前重量擊拳王、奧運金牌得主雷·默瑟。他也是默瑟拳擊生涯裡，第一個將其擊倒過的人。
接著，他又馬上與波威展開對決，並用了一劑左勾拳擊倒波威，但是波威卻在第8回合將何利菲德擊倒。何利菲德賽後表示他當時罹患A型肝炎，所以才會表現失常。

### 何利菲德 vs. 泰森
1996年，何利菲德首先以6回合擊倒拳王博比·契茲。接著他終於有機會與麥克·泰森決戰。此時的泰森已經奪回WBC與WBA的世界重量級冠軍；由於泰森拒絕與李諾克斯·劉易斯對戰，失去了WBC的冠軍頭銜，但泰森也因此展開了11月9日與何利菲德的WBA冠軍頭銜保衛戰。泰森迫不及待的想贏，不過何利菲德在整個比賽過程當中不斷用頭擊的小動作攻擊泰森, 使得泰森的眉骨被撞到流血, 但是何利菲德卻在第十一回合以技術性擊倒將泰森擊敗，並與拳王阿里、劉易斯並列，成就了三度取得世界重量級拳王的事蹟。他與阿里、前對手迪里歐、休格·羅賓森以及马文·约翰逊等人一樣，藉著這次的勝利，贏得多次重量級世界冠軍的頭銜。比賽結束後，何利菲德借用了穆斯林·泰森的話，對著鏡頭說道：「我主亦唯一真主」（My God is the only true God）。泰森敗後表現出他的雅量，只請求再戰，顯得異常的冷靜。
他們的下一場比賽也成為拳史上的一場異常對決：何利菲德在1997年6月28日與泰森再決勝負，這一役也就是知名的「泰森咬耳朵。在第三回合時，泰森咬了何利菲德的一隻耳朵，讓泰森扣了兩分。何利菲德被咬後，更害怕得摸了摸自己的耳朵。泰森後來解釋，那是為了報復何利菲德在這兩次對戰時，用頭撞他腹部的小動作。（但是運動場上咬人事件並非唯一一起，例如：足球場上的奧特曼·巴卡爾、布拉尼斯拉夫·伊雲奴域、喬吉奧·基耶利尼都是蘇亞雷斯咬人事件的受害者）

### 擊敗泰森後
後來再次與莫爾對抗，此時的莫爾已經取回IBF的冠軍頭銜。何利菲德在第8回合將之擊到，再次一統WBA與IBF。
1998年，何利菲德只賽了一場，是與范因·賓的保衛戰，他在自己的家鄉，以判決的方式勝出。

### 何利菲德 vs. 劉易斯
1999年，觀眾們期待何利菲德與WBC的拳王劉易斯的對決，這一役也於同年2月展開。拳賽最後在第12回合被判平手，但其實劉易斯明顯的主導了賽事。何利菲德聲稱他腳抽筋，所以才表現不佳。之後，三大拳擊組織要求兩人儘快再決勝負，決定誰才是真正的冠軍。
第二戰在同年11月開戰，劉易斯最後由三位美國籍評審決議勝出，成為冠軍。何利菲德賽後表示他的不滿：『任誰看了這場比賽都知道我贏了』。

### 何利菲德 vs. 魯茲
2000年，劉易斯著手準備挑戰WBA的冠軍腰帶，但他並未與唐·金手下的拳擊手約翰·魯伊斯對決，而是與魯茲的對手大衛·杜亞對抗。之後，WBA要何利菲德與魯茲比賽，爭奪拳王腰帶。何利菲德與魯茲在同年8月展開他們的第一戰，並在第十二回合後的判決裡勝出，寫下四度成為重量級冠軍的事蹟，而絲毫不在乎劉易斯的存在。何利菲德更認為他表現不佳是因為他的耳疾。
七個月後，在2001年3月，換成魯茲寫下歷史，他在第十二回合擊倒何利菲德，並在之後的判決裡勝出，成為第一位西班牙裔的世界重量級拳王。
同年12月15日，換成何利菲德挑戰魯茲，企圖冠軍奪回。這場沉悶的比賽最後判為平手，魯茲保住了WBA的冠軍腰帶。

### 何利菲德 vs. 布萊德
2002年是何利菲德大有可為的一年：在六月他與前世界重量級冠軍哈辛·羅曼對抗，來決定誰有對拳王劉易斯的挑戰權。在第八回合，羅曼被打得前額血腫，因此何利菲德在三個評審中得到兩位的肯定，判定勝出。
因為劉易斯要和泰森決戰而拒絕與唐·金的打手查爾斯·拜爾德，IBF收回劉易斯的拳王腰帶，並讓何利菲德與前WBO世界重量級冠軍布萊德對抗，勝者將得到拳王封號。因此，2002年12月14日，兩人展開了拳王決定戰，而何利菲德已經是第五次挑戰世界冠軍。但是這場比賽由布萊德在十二回合後的判決中勝出。

### 連敗的日子
2003年10月4日，何利菲德在第9回合被詹姆士·東尼技術性擊倒。
2004年11月13日，42歲的何利菲德回到場上與拉瑞·多納德比賽，這次他在第12回合被評審一致判輸。
在2005年8月紐約每日新聞的報導裡，紐約州體委會更認為何利菲德已經黔驢技窮。

### 追求最後的地位
雖然何利菲德受到諸多責難，他仍然堅決敗給東尼與多納德是因為他有傷在身，而不是因為他的年紀。甚至，何利菲德更看好他之後與比特斯（Bates）、歐克多（Oquendo）及馬特連（Maddalone）的對抗。 只有等這些比賽結束後才能推段他是否真的老到不如從前。44歲的何利菲德與尼可萊·威魯夫對戰時，更希望成為年紀最大的重量級拳王。雖然何利菲德的身高體重較低而年齡較大，卻相信自己的技術、經驗與條件都勝於威魯夫。可惜的是他的夢想未能確立，因為威魯夫在2007年4月14日將冠軍頭銜輸給了烏茲別克的路斯蘭·齊格夫。假如何利菲德能在46歲成為拳王，那麼他就能取代喬治·福爾曼成為史上最年長的重量級拳王。
何利菲德在2006年8月18日在德州達拉斯的美國航空中心以十個回合，用技術性擊倒將傑瑞米·貝茨擊敗。何利菲德主導了戰局，在第二回合曾連續20拳打在比特斯身上。
2006年11月10日，在聖安東尼奧以無異議判決擊敗菲斯·歐克多。在這一役裡，何利菲德在第一回合的第1分鐘就將歐克多擊倒一次，並主導了全局，三位評審的分數分別是116比111、114比113與114比113。
2007年3月17日，何利菲德以技術性擊倒打敗芬尼·馬特連，馬特連的隨行人員丟出了毛巾投降，避免他們的拳擊手受重傷。決定投降的主因是馬特連前額的傷，這個傷是何利菲德在比賽時不小心用頭撞出來的。馬特連本人為這個決定感到非常失望，但在賽後馬特連表示現在的何利非德仍然非常非常強。
2007年6月30日，何利菲德擊敗了路·沙凡瑞斯。他在這場比賽裡展現了他的迅速與力量，他分別在第四、九與第十回合將龐大、強壯的沙凡瑞斯擊倒，最後獲得評審一致的判勝。這是何利菲德10個月內的第四次勝利，其中兩次是技術性擊倒。這次的勝利讓何利菲德後，他將面對史坦·愛柏基摩夫。
2007年的10月13日，何利菲德在莫斯科被史坦擊敗了。即使無法達成何利菲德企圖拿下第15次的重量級冠軍頭銜，他仍然拒絕這個年輕對手的挑釁，即便是對手在最終回合裡對他的嘲弄也不理會。比賽的內容十分平靜，讓人感覺擂台上像是沒有比賽，又像沒有人出拳攻擊一般。在每一回合裡，戰況大致就是愛柏基摩夫打中兩拳，而何利菲德打中一拳。在最終的裁判判決，一致判定愛柏基摩夫的勝出（118-110，117-111，117-111）。
何利菲德說他將繼續磨練並戰鬥，達成他制霸全球重量級拳王的野望。

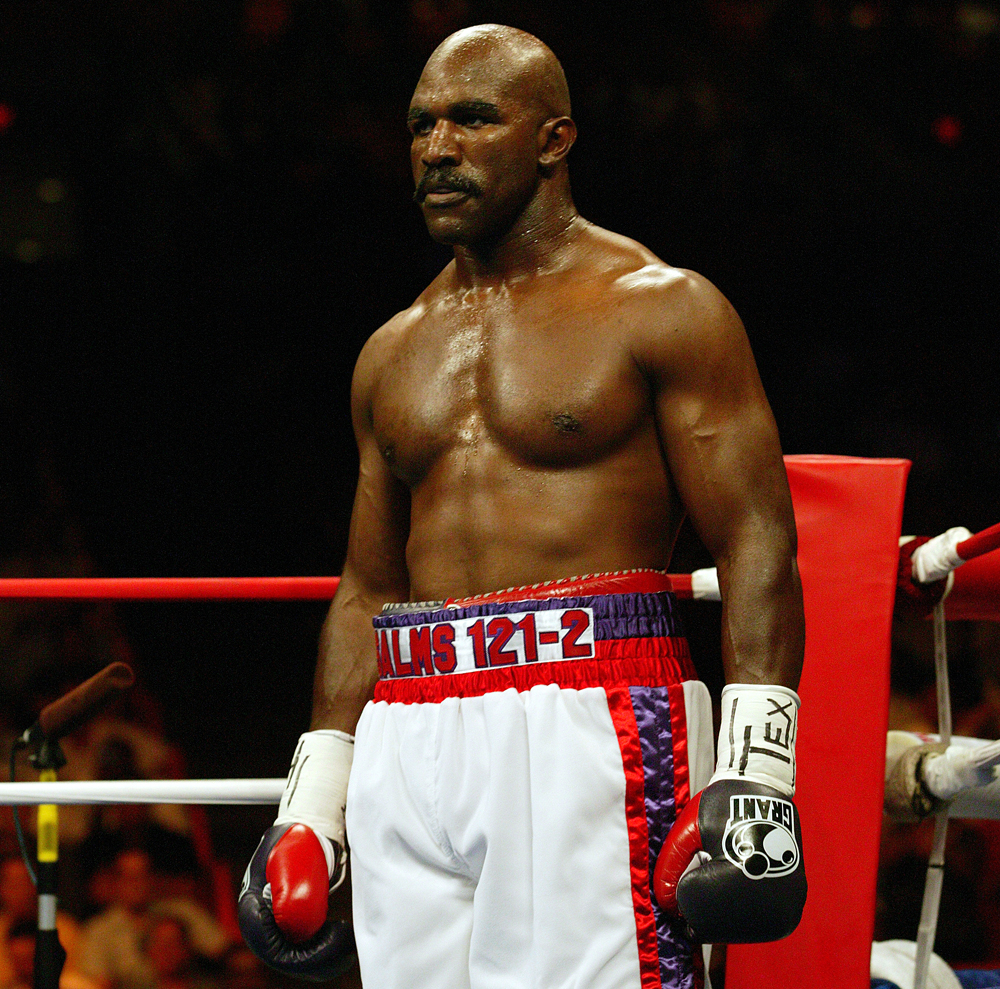
攝於2007年6月30日，何利菲德與沙凡瑞斯之戰

### 日常生活
1992年，何利菲德在電視上為許多產品代言，已經成為一個家喻戶曉的名字，這些產品比如可口可樂與健怡可樂。SEGA主機也有以他的名義創造出的電玩遊戲：伊凡德·何利菲德真實拳賽。他也開始為基督教傳教，並在奧運聖火進入他的家鄉亞特蘭大時接手傳遞。同年10月4日，他與珍妮絲·尹森（Janice Itson）博士結婚，此時的何利菲德已育有一子。但在2000年，兩人還是離了婚。
1998年的何利菲德說他希望能有許多小孩，這也因些影響了他對婚姻的看法。
他也創辦了正拳記錄並簽下樂團吐息。
在2003年7月3日，何利菲德第三度結婚，這次的對象是與24歲的學生凱蒂．史密斯（Candi Calvana Smith）。
何利菲德的魅力讓他數次於電台節目的拳擊台上登場。他第一次登場是在1990年的聖誕特別節目鈴聲新和平。2005年，何利菲德第五度登場於ABC的與巨星共舞，並與艾媞塔．史林沃斯卡（Edyta Sliwinska）舞上一曲。他也登場於原本由BBC設計的節目飄然起舞，在2005年這一季的最後，增加兩集由名人登場的特別版，其中一組名人就是何利菲德與凱倫．海蒂（Karen Hardy）。何利菲德也在90年代參與三部電影的演出，分別是Summer of Sam、ecessary Roughness與Blood Salvage（這部也由自己出品）。

### 類固醇案
2007年2月28日，何利菲德以匿名的方式讓阿拉巴馬的製藥公司對他進行類固醇的檢查，但他否認曾經使用過這些藥物。很諷刺的，何利菲德的名字沒有出現在警方調察的名單中。但是，一個名叫伊凡·菲爾德（Evan Fields）的研究人員卻被約談。而這位"菲德"先生與何利菲德的生日一模一樣。而"菲爾德"先生的地址竟然是：794 Evander（伊凡德）, Fairfield（菲爾菲德）, Ga. 30213，也與何利菲德相似。而播打文件裡的電話號碼，接話的人竟然就是何利菲德
2007年3月10日，何利菲德發表公開聲明，他將繼續進行類固醇檢查，以洗刷他的冤情。
然而，同年9月在西格尼製藥廠（Signature Pharmacy）受到突襲檢查後，搜索到一張含有何利菲德大名的名單。西格尼製藥廠之所以被調查，就是因為他們涉嫌提供多位運動員類固醇與人類生長激素（HGH）。

## 外部連結
- 依凡德．何利菲德職業生涯對戰記錄 （页面存档备份，存于）
- 依凡德．何利菲德職業生涯對戰記錄
- 個人官方網站 （页面存档备份，存于）
- IMDB頁面 （页面存档备份，存于）
- 新喬治亞百科 （页面存档备份，存于）